# Shinsakae-machi (métro de Nagoya)
Shinsakae-machi (新栄町駅, Shinsakae-machi-eki) est une station du métro de Nagoya sur la ligne Higashiyama dans l'arrondissement de Higashi à Nagoya.

## Situation sur le réseau
La station Shinsakae-machi est située au point kilométrique (PK) 10,1 de la ligne Higashiyama.

## Histoire
La station a été inaugurée le 15 juin 1960.

## Services aux voyageurs

### Accès et accueil
La station est ouverte tous les jours.

### Desserte

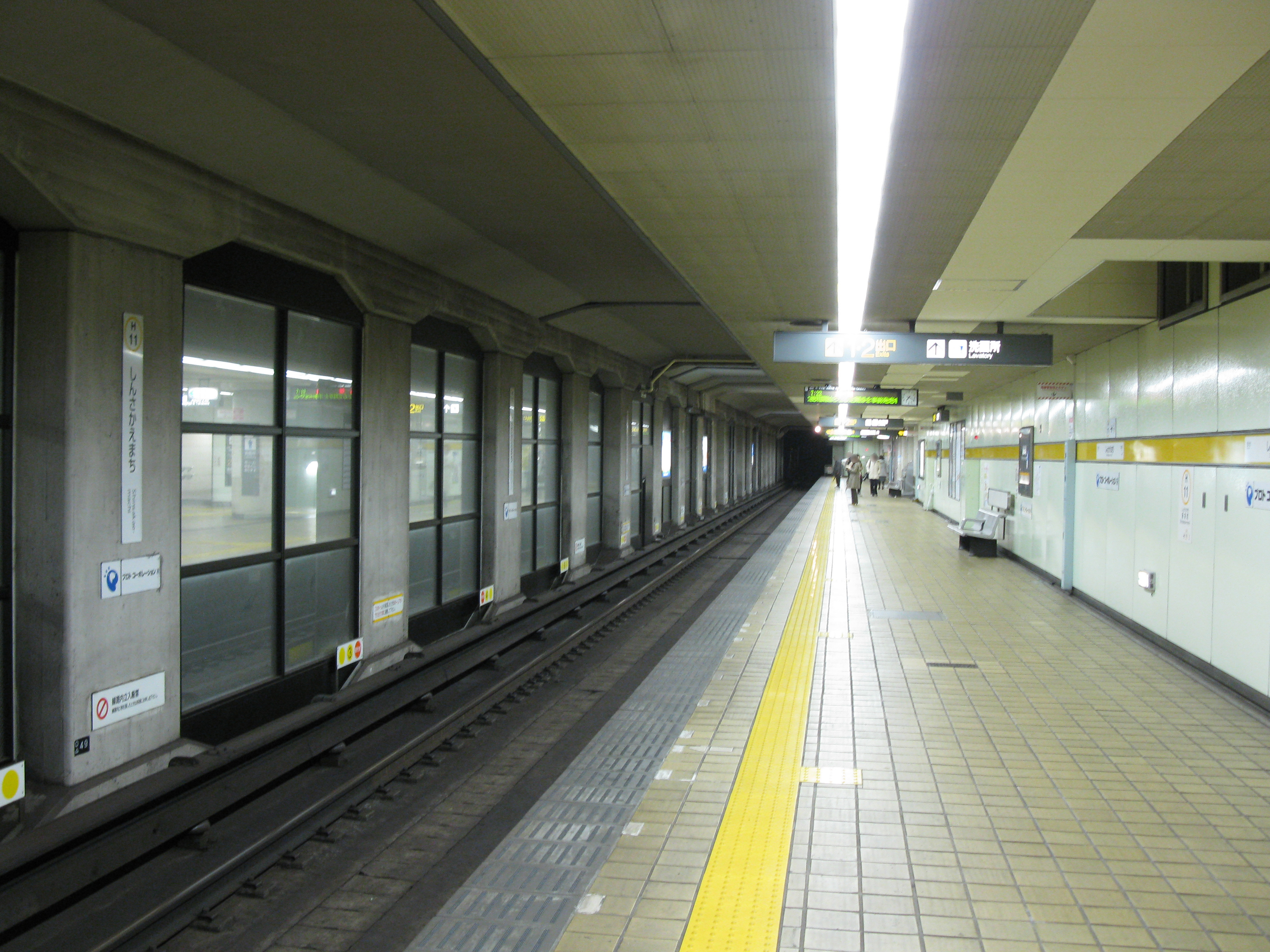
Vue des quais de la station

- Ligne Higashiyama :
  - voie 1 : direction Fujigaoka
  - voie 2 : direction Takabata